# Astragalus dendroides
Astragalus dendroides es una especie de planta del género Astragalus, de la familia de las leguminosas, orden Fabales.

## Distribución
Astragalus dendroides se distribuye por Kazaijstán (Alma-Ata, Chimkent, Dzhambul y Vostochno-Kazakhstanskaya), Uzbekistán, Tayikistán, Kirguistán, y China (Xinjiang).

## Taxonomía
Fue descrita científicamente por Kar. & Kir. Fue publicada en Bull. Soc. Imp. Naturalistes Moscou 15: 339 (1842).